# Stanley Betrian
Stanley Betrian es un político que ocupó el cargo de primer ministro del gabinete interino de Curazao. Fue juramentado el 30 de septiembre de 2012 por el gobernador en funciones Adeel van der Pluijm-Vrede. Habría de dirigir el gobierno hasta la formación de un gobierno después de las elecciones del 19 de octubre de 2012. Betrian fue el Teniente-Gobernador de Curazao cuando la isla era todavía parte de las Antillas Neerlandesas.
El nombramiento de Betrian siguió un período de agitación política en Curazao, después de que Gerrit Schotte ofreciera la dimisión de su gabinete al gobernador Frits Goedgedrag el 3 de agosto de 2012 y el parlamento fuese disuelto. Hasta que se celebraran las elecciones parlamentarias, Schotte permanecería en el cargo; sin embargo, y después de que una mayoría en el parlamento disuelto pidió al gobernador formar un gabinete interino hasta las elecciones, el gobernador interino indagó sobre las posibilidades de formar este tipo de gabinete interino con una mayoría en el parlamento.  El gobernador interino Van der Pluijm-Vrede (Goedgedrag, el titular, estaba en el extranjero para recibir tratamiento médico) aceptó la renuncia que Schotte ofreció en agosto, y nombró y juramentó a Betrian. Schotte, sin embargo, llamó a esto un golpe de Estado, ya que el parlamento estaba disuelto, y la figura de gobierno interino no existe en la constitución según él, por lo que se negó a dejar su puesto hasta las elecciones.